# Cecilia Comunales
Cecilia Comunales Alciaturi (Paysandú, 4 de diciembre de 1988) es una boxeadora, entrenadora, DJ y personalidad de televisión uruguaya.

## Biografía
Es una boxeadora profesional uruguaya que comenzó a practicar boxeo a los 16 años y es conocida con el seudónimo pugilístico de «La Reina».
Obtuvo el título del Mundo de la Asociación Nacional de Boxeo (2012-2016), "Campeona Mundial AMB Categoría Ligero", y Campeona Internacional WBA & WBC (Consejo Mundial de Boxeo) Categoría Superligero.
Fue su promotor Sampson Lewkowicz y su técnico Jorge Ocampo. 
Tiene en su haber 15 peleas disputadas con solo una derrota y 14 victorias de las cuales 9 fueron por nocaut.
El 4 de enero de 2016 ingreso a la Sexta Temporada de Combate Argentina, el equipo en que le toco jugar fue en el verde. Comunales fue nominada 2 veces en la competencia. Luego de un mes de competencia "La Reina" fue la primera eliminada de su equipo , siendo la 4ª Eliminada en toda la temporada.
El 12 de noviembre de 2016 tenía una pelea en Indonesia frente a la boxeadora Soledad Capriolo la cual fue suspendida.
A partir del 2018 comienza a trabajar en un gimnasio de Montevideo dando clases de boxeo y otras disciplinas como Pilates Integral y Funcional Surf. 
En agosto de 2021 se sumó al equipo ESPN Knockout en español para Latinoamérica como comentarista de boxeo.
El 9 de setiembre de 2024 en el marco de un viaje realizado a Japón, se convirtió en la primer mujer en entrenar en el gimnasio de Teiken Promotion en Tokio.
Filmografía

### Reality shows
| Año  | Título               | Título               | Temporada | Resultado     |
| ---- | -------------------- | -------------------- | --------- | ------------- |
| 2016 | Bandera de Argentina | Combate              | 6         | 4.ª eliminada |
| 2021 | Bandera de Uruguay   | MasterChef Celebrity | 2         | Eliminada     |